# El Boughaz I
El Boughaz I est une goélette à trois mâts à coque acier et mâts en aluminium de 1930. Elle appartient désormais au Roi Mohammed VI du Maroc.

## Histoire
Cette goélette a été construite pour Robert C. Roebling (petit-fils de John Augustus Roebling et petit-neveu de Washington Roebling) au chantier naval Bath Iron Works à Bath dans le Maine (USA) sur les plans de l'architecte naval new-yorkais  Henry J. Gielow.

Ce navire a rempli plusieurs fonctions au cours de ses 35 premières années. Sous le nom de Black Douglas il a servi comme yacht privé pour la famille Roebling. Durant la Seconde Guerre mondiale il a servi de patrouilleur côtier pour l'United States Navy avec l'immatriculation PYC-45. Puis il a servi de navire de recherche scientifique pour l'United States Fish and Wildlife Service en Océan Pacifique, Alaska et Basse-Californie. 

La goélette a été achetée aux enchères par Louis Black de Santa Monica en Californie pour être utilisée à la chasse aux trésors dans les Caraïbes, puis aux Îles Turques-et-Caïques. 
Elle a été acquise par le Capitaine George Stoll qui en fit un navire-école pour la Flint School  de 1972 à 1982 à Sarasota en Floride sous le nom de Aquarius. 

Celle-ci ayant fermé en 1982, le navire est vendu en 1982-83, pour subir une refonte au chantier naval allemand Abeking & Rasmussen de Lemwerder. Il devient le modèle d'une première génération de Yacht de luxe.

## Note et référence
- (en) Cet article est partiellement ou en totalité issu de l’article de Wikipédia en anglais intitulé « Schooner Black Douglas » (voir la liste des auteurs).

1. ↑  Flint School

Source :
- Chapman Great sailing ships of the world (Otmar Schäuffelen) p. 86  (ISBN 1-58816-384-9)